# Eulophiella
Eulophiella – rodzaj roślin z rodziny storczykowatych (Orchidaceae). Obejmuje 6 epifitycznych gatunków, które są endemitami występującymi na Madagaskarze.
Wszystkie gatunki z tego rodzaju zostały przeniesione w 2021 roku do rodzaju Eulophia.

## Morfologia
KwiatyKwiaty białe, różowe lub różowofioletowe.

## Systematyka
Rodzaj sklasyfikowany do podplemienia Eulophiinae w plemieniu Cymbidieae, podrodzina epidendronowe (Epidendroideae), rodzina storczykowate (Orchidaceae), rząd szparagowce (Asparagales) w obrębie roślin jednoliściennych.
Wykaz gatunków
- Eulophiella capuroniana Bosser & Morat
- Eulophiella elisabethae Linden & Rolfe
- Eulophiella ericophila Bosser
- Eulophiella galbana (Ridl.) Bosser & Morat
- Eulophiella longibracteata Hermans & P.J.Cribb
- Eulophiella roempleriana (Rchb.f.) Schltr.